# Champaign-Urbana Challenger 2024
Il Champaign-Urbana Challenger 2024 è stato un torneo maschile di tennis professionistico. È stata la 28ª edizione del torneo, facente parte della categoria Challenger 75 nell'ambito dell'ATP Challenger Tour 2024, con un montepremi di 82 000 $. Si è giocato dall'11 al 17 novembre 2024 sui campi in cemento indoor del Atkins Tennis Center di Champaign, negli Stati Uniti.

## Partecipanti

### Teste di serie
| Nazionalità | Giocatore           | Ranking* | Testa di serie |
| ----------- | ------------------- | -------- | -------------- |
| Australia   | Adam Walton         | 90       | 1              |
| Stati Uniti | Christopher Eubanks | 118      | 2              |
| Stati Uniti | Learner Tien        | 121      | 3              |
| Stati Uniti | Mitchell Krueger    | 145      | 4              |
| Stati Uniti | Nishesh Basavareddy | 170      | 5              |
| Stati Uniti | Patrick Kypson      | 182      | 6              |
| Estonia     | Mark Lajal          | 229      | 7              |
| Kazakistan  | Beibit Zhukayev     | 233      | 8              |

* Ranking al 4 novembre 2024.

### Altri partecipanti
I seguenti giocatori hanno ricevuto una wild card per il tabellone principale:
- Kenta Miyoshi
- William Mroz
- Jeremy Zhang

Il seguente giocatore è entrato in tabellone come alternate:
- Tyler Zink

I seguenti giocatori sono passati dalle qualificazioni:
- Martin Borisiouk
- Micah Braswell
- Alex Rybakov
- Felix Corwin
- Ezekiel Clark
- Strong Kirchheimer

## Punti e montepremi
| Torneo    | Torneo              | V     | F     | SF    | QF    | 2T    | 1T  | Q | Q2  | Q1  |
| Singolare | Punti               | 75    | 44    | 22    | 12    | 6     | 0   | 4 | 2   | 0   |
| Singolare | Premi in denaro ($) | 9 880 | 5 820 | 3 450 | 2 000 | 1 165 | 720 | – | 360 | 185 |
| Doppio    | Punti               | 75    | 44    | 22    | 12    | –     | 0   | – | –   | –   |
| Doppio    | Premi in denaro ($) | 4 250 | 2 450 | 1 480 | 880   | –     | 500 | – | –   | –   |

## Campioni

### Singolare
Ethan Quinn ha sconfitto in finale  Nishesh Basavareddy con il punteggio di 6–3, 6–1.

### Doppio
Evan King /  Reese Stalder hanno sconfitto in finale  James Davis /  James MacKinlay con il punteggio di 7–6(3), 7–5.